# Cyttopsis rosea
Cyttopsis rosea is een straalvinnige vissensoort uit de familie van de parazenen (Parazenidae). De wetenschappelijke naam van de soort is voor het eerst geldig gepubliceerd in 1843 door Lowe.